# Festivalul Internațional de Literatură Conrad de la Cracovia

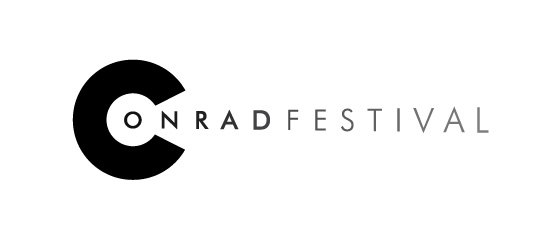
Logo al Festivalului Internațional de Literatură Joseph Conrad

Festivalul Internațional de Literatură Conrad de la Cracovia sau Festivalul Conrad este un festival literar anual care are loc la Cracovia din 2009. Este organizat de Fundația Tygodnik Powszechny⁠(d) și Biroul Festivalului din Cracovia și este susținut de Guvernul Municipal din Cracovia și Ministerul Culturii și Patrimoniului Național al Poloniei. Este cel mai mare festival literar din Europa Centrală și a fost numit după scriitorul englez de origină poloneză Joseph Conrad (1857–1924).
Festivalul găzduiește artiști din întreaga lume, reprezentanți ai diverselor culturi și viziuni asupra lumii, care creează nu numai opere de literatură, dar și film, teatru, muzică și arte vizuale. În fiecare an, acesta însoțește Târgul Internațional de Carte de la Cracovia.
Spre deosebire de alte evenimente poloneze care se ocupă în principal de literatura poloneză, Festivalul Conrad se dorește a fi un festival la nivel internațional.
Printre numeroșii săi oaspeți iluștri au fost: laureați ai Premiului Nobel pentru literatură ca Herta Müller și Orhan Pamuk, Marjane Satrapi, Amos Oz, Rabih Alameddine⁠(d), Claude Lanzmann, Iuri Andruhovîci, David Grossman, Paul Auster, László Krasznahorkai, Alberto Manguel, Boris Akunin, Alain Mabanckou⁠(d), Dubravka Ugrešić, Magdalena Tulli⁠(d),  Andrzej Stasiuk, Jerzy Pilch și Olga Tokarczuk.

## Ediția din 2022
La Festivalul Conrad din 2022, invitat special a fost și Abdulrazak Gurnah, un romancier și academician britanic născut în Tanzania, distins cu Premiul Nobel pentru literatură în 2021. Au mai participat filozoful italian Roberto Esposito⁠(d), Carmen Maria Machado⁠(d), autor și lector la Universitatea din Pennsylvania, care publică în The New Yorker și The New York Times, și Eva Meijer, autoare, artistă, cântăreață, compozitoare olandeză, printre alții.

## Consiliu
Directorul artistic al festivalului este prof. Michał Paweł Markowski critic literar, publicist și profesor la Universitatea Jagiellonă și la Universitatea Illinois din Chicago. Directorul de program este Grzegorz Jankowicz de la revista romano-catolică Tygodnik Powszechny⁠(d).

## Concept
Conceptul Festivalului Conrad se bazează pe două principii. Fiecare zi a festivalului este dedicată unui fenomen separat legat de literatură. Punctul culminant al fiecărei zile este o întâlnire cu un scriitor străin, precum și multe alte evenimente conexe.

## Premiul Conrad
Începând cu cea de-a șaptea ediție a Festivalului Conrad din 2015, s-a acordat Premiul Conrad (a cărui valoare monetară este de 30.000 de zloți polonezi). Acest premiu este acordat pentru cărțile de debut publicate în anul precedent în Polonia de scriitori în curs de dezvoltare. Orașul Cracovia este principalul sponsor al acestui premiu, în parteneriat cu Institutul Cărții, Fundația Tygodnik Powszechny⁠(d) și Biroul Festivalului din Cracovia. Nominalizările pentru acest premiu sunt prezentate de cititori și edituri.